# Squash nos Jogos Pan-Americanos de 2019 - Duplas mistas
A competição de duplas mistas do squash nos Jogos Pan-Americanos de 2019 ocorreu entre 25 e 28 de julho, no CAR Voleibol em Lima.
Cada Comitê Olímpico poderia inscrever na competição uma dupla, no máximo. Os atletas disputaram embates eliminatórios em melhor de três games. Esta foi a primeira vez que a competição de duplas mistas foi disputada nos Jogos Pan-Americanos.

## Medalhistas
|  | COL Colômbia                     |  | MEX México                 |  | CAN Canadá                     |  | USA Estados Unidos               |
|  | Catalina Peláez Miguel Rodríguez |  | Alfredo Ávila Diana García |  | Andrew Schnell Hollie Naughton |  | Andrew Douglas Olivia Blatchford |

## Resultados
- Fonte: Lima2019

|  | Quartas de final                            | Quartas de final                            | Quartas de final                         | Quartas de final                   | Quartas de final |                                          |                                          | Semifinais | Semifinais | Semifinais | Semifinais | Semifinais |  |  | Final                                    | Final                                    | Final | Final | Final |
|  |                                             |                                             |                                          |                                    |                  |                                          |                                          |            |            |            |            |            |  |  |                                          |                                          |       |       |       |
|  |                                             |                                             |                                          |                                    |                  |                                          |                                          |            |            |            |            |            |  |  |                                          |                                          |       |       |       |
|  |                                             |                                             |                                          |                                    |                  |                                          |                                          |            |            |            |            |            |  |  |                                          |                                          |       |       |       |
|  |                                             | COL Catalina Peláez COL Miguel Rodríguez    | COL Catalina Peláez COL Miguel Rodríguez | 11                                 | 11               |                                          |                                          |            |            |            |            |            |  |  |                                          |                                          |       |       |       |
|  |                                             |                                             |                                          |                                    |                  |                                          |                                          |            |            |            |            |            |  |  |                                          |                                          |       |       |       |
|  |                                             | CAN Andrew Schnell CAN Hollie Naughton      | CAN Andrew Schnell CAN Hollie Naughton   | 10                                 | 5                |                                          |                                          |            |            |            |            |            |  |  |                                          |                                          |       |       |       |
|  | CAN Andrew Schnell CAN Hollie Naughton      | CAN Andrew Schnell CAN Hollie Naughton      | CAN Andrew Schnell CAN Hollie Naughton   | 10                                 | 5                | 11                                       | 11                                       |            |            |            |            |            |  |  |                                          |                                          |       |       |       |
|  | CAN Andrew Schnell CAN Hollie Naughton      | CAN Andrew Schnell CAN Hollie Naughton      |                                          |                                    |                  | 11                                       | 11                                       |            |            |            |            |            |  |  |                                          |                                          |       |       |       |
|  | CHI Matías Lacroix Nova CHI Camila Gallegos | CHI Matías Lacroix Nova CHI Camila Gallegos | 2                                        | 4                                  |                  |                                          |                                          |            |            |            |            |            |  |  |                                          |                                          |       |       |       |
|  |                                             |                                             |                                          |                                    |                  |                                          |                                          |            |            |            |            |            |  |  | COL Catalina Peláez COL Miguel Rodríguez | COL Catalina Peláez COL Miguel Rodríguez | 11    | 11    |       |
|  |                                             |                                             | MEX Alfredo Ávila MEX Diana García       | MEX Alfredo Ávila MEX Diana García | 10               | 4                                        |                                          |            |            |            |            |            |  |  |                                          |                                          |       |       |       |
|  | USA Andrew Douglas USA Olivia Blatchford    | USA Andrew Douglas USA Olivia Blatchford    | 11                                       | 11                                 |                  |                                          |                                          |            |            |            |            |            |  |  |                                          |                                          |       |       |       |
|  | PER Andrés Duany PER María Pía Hermosa      | PER Andrés Duany PER María Pía Hermosa      | 3                                        | 3                                  |                  |                                          |                                          |            |            |            |            |            |  |  |                                          |                                          |       |       |       |
|  | PER Andrés Duany PER María Pía Hermosa      | PER Andrés Duany PER María Pía Hermosa      | 3                                        | 3                                  |                  | USA Andrew Douglas USA Olivia Blatchford | USA Andrew Douglas USA Olivia Blatchford | 6          | 5          |            |            |            |  |  |                                          |                                          |       |       |       |
|  |                                             |                                             |                                          |                                    |                  | USA Andrew Douglas USA Olivia Blatchford | USA Andrew Douglas USA Olivia Blatchford | 6          | 5          |            |            |            |  |  |                                          |                                          |       |       |       |
|  |                                             | MEX Alfredo Ávila MEX Diana García          | MEX Alfredo Ávila MEX Diana García       | 11                                 | 11               |                                          |                                          |            |            |            |            |            |  |  |                                          |                                          |       |       |       |
|  | MEX Alfredo Ávila MEX Diana García          | MEX Alfredo Ávila MEX Diana García          | MEX Alfredo Ávila MEX Diana García       | 11                                 | 11               | 11                                       | 11                                       |            |            |            |            |            |  |  |                                          |                                          |       |       |       |
|  | MEX Alfredo Ávila MEX Diana García          | MEX Alfredo Ávila MEX Diana García          |                                          |                                    |                  | 11                                       | 11                                       |            |            |            |            |            |  |  |                                          |                                          |       |       |       |
|  | ARG Gonzalo Miranda ARG Antonella Falcione  | ARG Gonzalo Miranda ARG Antonella Falcione  | 2                                        | 3                                  |                  |                                          |                                          |            |            |            |            |            |  |  |                                          |                                          |       |       |       |